# مضاد ستربتوليزين O

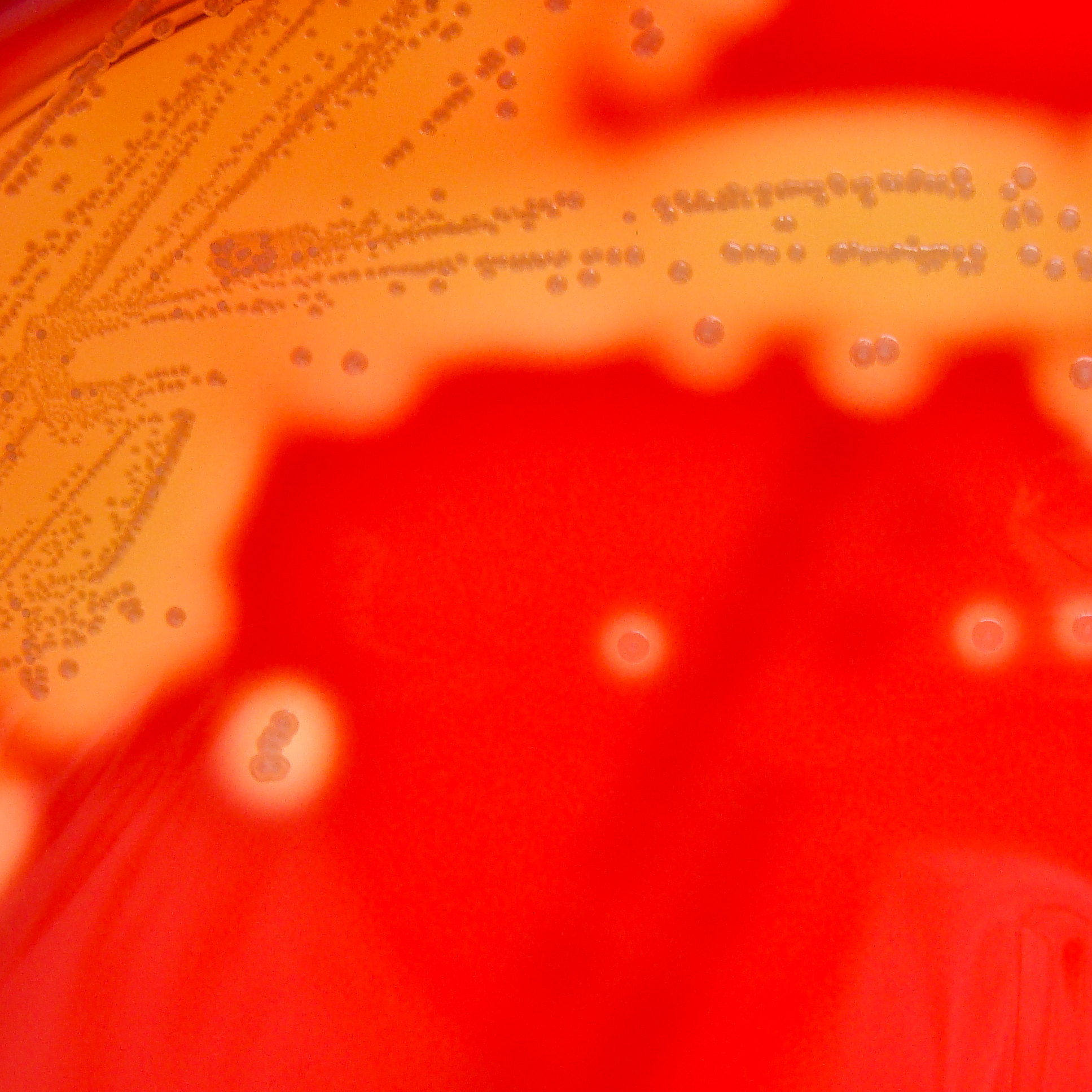

مضاد الحالة العقدية O هو الجسم المضاد الذي هو موجه ضد ستربتوليزين o، وهو ذيفان خارجي مناعي، الأكسجين قابل للتغير عقدية مقيحة التي تنتجها معظم سلالات المجموعة (A) والعديد من السلالات من مجموعة C و G  البكتيريا العقدية  . و"O" في الاسم تشير إلى  الأكسجين القابل للتبدل ; التوكسينات الأخرى ذات الصلة كونها ذات الأكسجين المستقر ستربتوليزين-S. وتتمثل المهمة الرئيسية للستربتوليزين o هي أن تسبب انحلال الدم (وهو, تكسير مفتوح
لخلايا الدم الحمراء) - على وجه الخصوص ، بيتا انحلال الدم.

## الأهمية السريرية
عندما يصاب الجسم بالبكتيريا العقدية، وتنتج الأضداد ضد مختلف مولدات الضد التي تفرزها المكورات العقدية. ASO هو أحد هذه الأجسام المضادة. وتعد ارتفاع مستوياته يمكن أن تشير إلى إصابة في الماضي أو الحاضر. تاريخيا كان واحدا من العلامات البكتيرية الأولى التي تستخدم لتشخيص ومتابعة الحمى الروماتيزمية أو الحمى القرمزية. ولم تتراجع أهميته في هذا الصدد.
وحيث أن إنتاج هذه الأجسام المضادة يعبر عن ردة الفعل للأجسام المضادة المتأخر للبكتيريا المذكورة أعلاه، لا يوجد أي قيمة عادية. وجود هذه الأجسام المضادة يشير إلى التعرض لهذه البكتيريا. لكن، وكما يتعرض كثير من الناس لهذه البكتيريا فإنها تبقى بدون أعراض، ومجرد وجود ASO لا يشير إلى مرض.
القيم المقبولة، حيث لا يوجد اشتباه سريري لحالة الروماتيزم هي كما يلي:
- الكبار: أقل من 200 وحدة
- الأطفال: أقل من 400 وحدة

هذا تركيز له أهمية فقط إذا إرتفع إلى حد كبير (> 200)، أو إذا كان يمكن أن يكون أظهر ارتفاعا في عيار في عينات دم مقترنة اتخذت في أيام متباعدة. مستويات الأجسام المضادة تبدأ في الارتفاع بعد 1-3 أسابيع من العدوى البكتيرية، وتصل إلى أعلى مستوياتها في 3 إلى 5 أسابيع وتعود إلى مستويات ضئيلة في 6 أشهر.
تحتاج إلى أن تكون القيم مرتبطة مع التشخيص السريري .

## المعايرة المعملية
يتم ذلك عن طريق طرق مختبرية مصلية مثل اختبار تراص اللاتكس أو تراص منزلق. ELISA المقايسة المناعية المرتبط بالإنزيم يمكن أداؤها للكشف عن قيمة التركيز بالضبط.
للكشف عن القيمة المعيارية، دون طريقة ELISA ، على المرء أداء التراص أعلاه باستخدام تقنية التخفيف التسلسلية.